# 上野まな
上野 まな（うえの まな、1月18日 - ）は、日本のシンガーソングライター、ボーカリスト、ウクレレ弾き語りシンガー、ラジオパーソナリティ、タレント、音楽プロデューサー。

Candy Tree（キャンディートゥリー）においてはボーカリスト兼作詞を担当。兵庫県加古川市出身。

## 概略
- 人物
  - 実姉はDJのDJ SAORI（上野早織）。実妹は女優の上野樹里。義弟はTRICERATOPSの和田唱。
  - セキセイインコのココ（雌）、ソラ（雄、羽衣セキセイインコ）の2羽を2013年より飼育。2014年発売のアルバム『Re:Morning』に実際の鳴声を収録[1]。2016年に3羽目となるセキセイインコのエルフ（雄）[2]を飼育。
  - ハンドメイドアーティスト
    - 羊毛フエルトグッズやアクセサリーを自らデザイン、作成している。2017年に開催された「羊毛フェルトと糸の作品展」に自らデザイン、作成した羊毛フエルト作品が専用展示スペースで展示されている[3]。

  - 好きなもの：フラワーエッセンス、林檎（デザイン）、象、イルカ、自然、妖精。
  - 特技：心の悩み相談を受けること。
  - 資格：環境カオリスタ（社団法人 日本アロマ環境協会）、日本ビール検定3級[4]。

- 音楽活動
  - 音楽活動開始よりほとんどの楽曲の作詞、作曲、公演、構成をセルフプロデュースしている。
  - 音楽スタイルはPOPな曲からジャズやボサノバといったカフェミュージックを中心としたオリジナル曲を自ら手掛けるほか、スタンダードジャズナンバー等もカバーしている。2017年に自身のソロ活動においてピアニスト兼サウンドプロデューサーとして参加していた瀬田創太を中心としたメンバー変動制の音楽ユニット、Candy Treeを結成。バンドではボーカルと作詞を担当している。Candy Tree結成を機にソロ活動においては主にウクレレ弾き語りシンガーとしてのスタイルを確立している[5]。
  - サウンドはCandy Treeではジャズスタイルを根幹にしているがクラシックや童謡、ブルース等の要素も取り入れられ、上野まなのポップな要素と瀬田創太のジャジーな要素が融合した独自の音楽観を創り出している。ソロのウクレレ弾き語りにおいては上野まなが元来持っているメッセンジャー的な要素がより強く打ち出されており、バンド活動とソロ活動と音楽軸を切り離したことで弾き語りではよりメロディアスなサウンドに仕上がっている。
  - 弾き語りで使用した楽器
    - ピアノ、ウクレレ、タンバリン、シェーカー、グロッケンシュピール
    - ウクレレを用いた弾き語りでは、コアロハ[6]のソプラノとコンサートの2種類のウクレレを使用。

## 主要イベント
- 2006年
  - 11月、アーティスト活動開始。川崎市登戸LIVEHOUSE STARGICROOMにおいて初ライブ開催。同日、初のシングル『たからもの/Friendship』（全作詞・作曲 上野まな）発売。
- 2007年
  - 4月、初のアルバム『たからもの〜心からありがとう〜』を発売。6曲収録のすべての作詞、作曲を手掛ける。先行発売していたシングル『たからもの』、『Friendship』をアルバムバージョンとして収録。同日、発売記念ライブを大阪 SUNHALLにて開催。
  - 11月、初のワンマンライブを渋谷eggmanにて開催。
- 2008年
  - 5月、神奈川フードバトルinあつぎにライブ出演。
  - 6月、2ndアルバム『旅立つきみへ』を発売。6曲収録のすべての作詞と5曲の作曲を手掛ける。同日、発売記念ライブを池袋 LIVE INN ROSAにて開催。
  - 8月、あつぎ鮎まつり実行委員会主催、社団法人厚木青年会議所共催、あつぎ鮎まつりに司会、ライブ出演[7]。
  - 11月、厚木FES～Atsugi_Fadeles_Encouraging_Singers～に出演[8]。
  - 11月、自主制作CD『3Hearts』を発売。1stアルバムより2曲、2ndアルバムより1曲をニューテイクで収録、さらにアルバム未収録1曲、インストゥルメンタル2曲の6曲収録の全ての作詞、作曲を手掛ける。同日、発売記念ライブを四谷天窓.comfortにて開催。
- 2009年
  - 8月、あつぎ鮎まつり実行委員会主催、社団法人厚木青年会議所共催、あつぎ鮎まつりに、ライブ出演[9]。
  - 9月、映画初出演[10]、天体小説「PLANETARIUM」桜井亜美監督作品。上映初日、東京渋谷ユーロスペース初日舞台挨拶に登壇。
- 2010年
  - 1月、Birthdayワンマンライブ『27th Eve』を渋谷J-POP CAFEにて開催、DJ SAORIゲスト出演。
  - 7月、東京・Shibuya Milkywayグランドオープンイベント『内緒のはなし』に出演。
  - 8月、第16回 全国金魚すくい選手権大会（大和郡山市/全国金魚すくい競技連盟・共催）大会ゲスト、ライブ出演。
  - 11月、池袋・LIVE INN LOSA 10周年記念イベント『ROSA 10th Anniversary Live「Have a good time!」』出演。
- 2011年
  - 3月、初のラジオレギュラー番組『上野まなの愛せますRadio』がFM FUJIで放送開始。
  - 5月、奈良県・St. ソフィーバラ教会＆マークスWホテル奈良で開催されたウェディングソングコンサート＆ドレスショー『ウエディングソングが花嫁に出逢うとき』に出演[11]。
  - 7月、アルバム『Fairies』全国発売、メジャーデビュー。本作は、上野まな自身が作詞・作曲したのほかに、ユウ（チリヌルヲワカ 、GO!GO!7188）、 ヒザシ（ザ・キャプテンズ）、矢野晶裕 （→SCHOOL←）、須永トミエなどが作詞や作曲を担当。またゲストミュージシャンに、山崎英明（school food punishment）、 アズ（GELUGUGU）、 中重雄（THE SURF COATERS）、 ハマノヒロチカ（野狐禅、 テッド（ザ・キャプテンズ）らが参加。発売記念ライブをShibuya Milkywayにて開催、DJ SAORIゲスト出演。
  - 7月、アルバム『Fairies』収録曲の『Skyward』が関西テレビ『キキミミ!』エンディングテーマ、アルバム『Fairies』収録曲の『私になる明日』がテレビ東京『Summer Night Music』 、関西テレビ『音エモン』7月のPOWER PUSH曲にそれぞれ選ばれる。
  - 8月、Shibuya Milkyway1周年記念イベント『Shibuya Milkyway 1st Anniversary Final「Back to the Roll!!」』に出演。
  - 8月、第17回 全国金魚すくい選手権大会（大和郡山市/全国金魚すくい競技連盟・共催）大会ゲスト、ライブ出演。
  - 10月、東日本大震災復興チャリティーライブ「Nature Lovers 2011」に出演。
- 2012年
  - 1月、BIRTHDAY ワンマンライブ『フェアリーズ ストーリー』をShibuya Milkywayにて開催。
  - 1月、アヴィラと契約。フジテレビ系『森田一義アワー 笑っていいとも!』に生出演し、バラエティ、デビュー。
  - 5月、1stイメージDVD 『Discovery』発売。
  - 6月、1stイメージDVD 『Discovery』発売記念イベントを東京・秋葉原ソフマップにて開催[12]。
  - 7月、TBS夏サカス2012～笑顔の扉～ライブ出演。
  - 8月、第18回 全国金魚すくい選手権大会（大和郡山市/全国金魚すくい競技連盟・共催）大会ゲスト、ライブ出演。
- 2013年
  - 1月、BIRTHDAY ワンマンライブ『Acoustic Oneman Night Show♪』を六本木The1633Tokyoにて開催。
  - 1月、爆風スランプのトリビュートアルバム「爆風トリビュートComplete」[13]に参加。発売記念イベント『We Love Bakufu Slump』前夜祭（Shibuya Milkyway）に出演、BIRTHDAY ワンマンライブと同日開催。同一日開催の2つのライブ出演は初めて。
  - 2月、広島ホームテレビ『アグレッシブですけど、何か?』 準レギュラーメンバー出演となる。
  - 5月、WEB配信マンスリーレギュラー番組『上野まなのカフェタイムちゃんねる』（ustream）放送開始。
  - 7月、自身が作詞・作曲をした楽曲『Please me…。』ウクレレによる弾き語りライブ映像がYahoo! JAPAN 映像トピックス（音楽）で取り上げられアクセスランキング1位を獲得、週間アクセスランキング1位、2013年7月月間アクセスランキング8位を獲得[14]。
  - 8月、第19回 全国金魚すくい選手権大会（大和郡山市/全国金魚すくい競技連盟・共催）大会ゲスト、ライブ出演。
  - 9月、千葉県旭市復興支援プロジェクト「Nature Lovers 2013」[15]に出演。
  - 12月、劇団ズッキュン娘コラボ公演・舞台『グッバイ、マザー』にライブゲスト出演、『私になる明日』が劇中挿入歌として使用される。
- 2014年
  - 5月、全国公開映画「恋愛漫画はややこしい～集まれ！恋する妄想族～」に楽曲提供[16]。
  - 7月、初のセルフプロデュースアルバム『Re:Morning』発売[17]、iTunes配信。DVD（限定発売）『愛のうた-Earth-』発売[18]。発売記念ライブを東京二子玉川KIWAにて開催[19][20]。
  - 7月、アルバム『Re:Morning』リリース全国ツアーを開始。東京都、埼玉県、神奈川県、茨城県、群馬県、福島県、静岡県、大阪府、奈良県、兵庫県、岡山県、広島県、福岡県にて開催、リリース告知で全国メディアに出演。
  - 8月、第20回 全国金魚すくい選手権大会（大和郡山市/全国金魚すくい競技連盟・共催）大会ゲスト、『こおりやま音楽祭“樂”ステージ』ライブ出演[21]。
  - 9月、神奈川県・小杉神社 神楽殿において「小杉神社例大祭・祭礼奉納ライブ」[22]を披露。
  - 11月、奈良県大和郡山市『こおりやま音楽祭“樂”2014』ライブ出演[23][24]。
  - 12月、日本初の高級犬とモデルのランウェイによるファッションショーとミュージックライブをコンセプトとしたフェス『Rose Girls Festival』の第3回フェスのオープニングアクトをつとめる[25]。出身地兵庫県加古川市にて自身初となる凱旋ライブを開催[26]。
- 2015年
  - 1月、BIRTHDAY ワンマンライブ『上野まなBirthday Anniversary 2015☆SPECIAL LIVE SHOW』を林ももこ、まつもとななみをゲストに迎え二子玉川KIWAにて開催[27]。
  - 2月、原宿ストロボカフェの1周年記念の企画ライブ『Harajuku StrobeCafe 1st Anniversary「△」』[28]に出演。
  - 5月、アコースティックライブイベント「ふわ(o・v・o)ライブ」の200回記念となるライブに取りとして出演。
  - 6月、セルフプロデュース第二弾となるアルバム『M』発売（楽曲は打ち込みを行わず全曲生演奏にて収録される[29]）。発売記念ライブを銀座ミーヤカフェにて開催。
  - 7月、アルバム『M』リリース全国ツアーを開始。東京都、埼玉県、神奈川県、岐阜県、愛知県、奈良県、大阪府にて開催。
  - 7月、東京・銀座、Miiya Cafe 13th Anniversary Eventにゲスト出演。
  - 8月、東京・Shibuya Milkyway 5th Anniversary Eventを企画、出演。
  - 8月、第21回 全国金魚すくい選手権大会（大和郡山市/全国金魚すくい競技連盟・共催）大会ゲスト出演、大和郡山市公式タイアップの金魚PRソング『きんぎょのうた』を楽曲提供[30]。
  - 9月、神奈川県川崎市多摩区役所/かわさき宙と緑の科学館・共催『星空コンサート～豊かな緑と煌く星たちに包まれて～』に出演[31]。
  - 11月、奈良県大和郡山市『こおりやま音楽祭“樂”2015』ライブ出演[32]。
  - 12月、BAN-BANラジオバンプレマンスリー12月にアルバム『M』収録の『星空の彼方へ』が選出[33]される。
- 2016年
  - 1月、茨城県石岡市のギター文化館八郷の丘ホールにおいてワンマンライブ『にじいろコンサート』をジャズピアニスト瀬田創太、クラシックギタリスト角圭司とのトリオで開催[34]。
  - 2月、エフエム世田谷のラジオ音実劇場15～18日の『今週のライブ音源』に『Watercolors』（2015年11月25日音実アコースティックナイト収録）が選出[35]される。
  - 7月、自身初となるウクレレによる全曲弾き語りアルバム『ゆるやかマナレレたいむ』発売[36]。発売記念ライブを銀座ミーヤカフェにて開催。
  - 8月、第22回 全国金魚すくい選手権大会（大和郡山市/全国金魚すくい競技連盟・共催）大会ゲスト出演[37]。こおりやま音楽祭『樂(がく)』ステージ出演[38]。
  - 10月、埼玉県上尾市で開催される音楽イベント『AGEOまちフェス2016』に出演[39]。
  - 11月、奈良県大和郡山市『こおりやま音楽祭“樂”2016』（やまと郡山城ホール）ライブゲスト出演[40]。
- 2017年
  - 1月、BIRTHDAY ワンマンライブ『上野まなBirthday Special Live 2017～音・美・力～』を東京、神楽坂・THEGLEEにて開催。同ライブにて自身初となる音楽ユニット『Candy Tree』結成を発表。当日会場となった神楽坂・THEGLEEの入場整理券の発行枚数の最高新記録を達成する。
  - 2月、元モーニング娘。の福田明日香が所属するグループPEACE$TONEの『PEACE$TONE6周年記念イベント』にスペシャルゲストとして出演[41]、当イベントにおいて自身初となる全曲ウクレレ弾き語りのステージを披露。
  - 4月、ボーカリストとして参加するメンバー変則型音楽ユニット『Candy Tree』のデビューライブをGRAPES KITASANDOにて開催[42]。
  - 7月、東京・銀座、Miiya Cafe 15th Anniversary Eventを共同企画、出演[43]。
  - 8月、ウクレレによる全曲弾き語りアルバム第2弾となる『ナミダ -マナレレたいむ-』発売[44]。発売記念ライブを大阪・Flamingo The Arushaにて開催。
  - 8月、奈良県大和郡山市『GAKU FES 2017』ライブゲスト出演[45]。
  - 10月、奈良県大和郡山市『こおりやま音楽祭“樂”2017』ライブゲスト出演[46]。羊毛フェルトと糸の作品展（東京都杉並区）に出展[3]。
- 2018年
  - 1月、Candy Treeの結成発表1周年を記念してワンマンライブ『どんどんキャンディーが実ってきたよ』を東京、神楽坂・THEGLEEにてバンドCandy Tree名義で開催。
  - 2月、楽曲『プラネットアワー』を提供（作詞、作曲）したアイドルユニットgra-DOLLと茨城県・笠間ポレポレシティにて初共演、gra-DOLLは提供された楽曲『プラネットアワー』を全ステージでトリに披露。
  - 2月、東京ダンス&アクターズ専門学校の学生主催イベント『MELTING』にゲスト出演[47]。
  - 4月、石黒賢・主演、日向琴子・原作、フェイクドキュメントドラマ プロデューサーＫ IIIに上野まな本人役でドラマ初出演[48]。ユナイテッド・シネマアクアシティお台場において行われたプレミア上映会＆舞台挨拶に登壇。
  - 6月、 gra-DOLL（浜田翔子・成田梨紗（元・AKB48（1期生））・稲森美優・はまだこう）の1stアルバム『フクロトジ』に楽曲提供した『プラネットアワー』が収録される[49]。
  - 7月、日光御成道 鳩ヶ谷宿 "夏の陣"において地蔵院（埼玉県川口市）奉納ライブを開催。東京・銀座、Miiya Cafe 16th Anniversary EventにCandy Treeとしてイベントのトリで出演。
  - 8月、埼玉県川口市根岸第六町会『夏祭り』（イオンモール川口）ライブゲスト出演。
  - 8月、第24回 全国金魚すくい選手権大会（大和郡山市/全国金魚すくい競技連盟・共催）大会ゲスト出演[50]。
  - 10月、バンドCandy Tree名義のワンマンライブを東京、六本木C★LAPSにて開催。自身初となるウクレレのみのソロ演奏を本公演にて披露、楽曲はヘンリー・マンシーニ作曲のムーン・リバー。
  - 11月、見っけTV主催『見っけフェス』にサポートメンバー、魚住有希（元LoVendoЯ）、花岡環、shioRi、MIZUKI（真空ホロウ）を迎え如月愛里とダブルボーカルでゲスト出演[51]、会場は川崎市 のLive House Serbian Night。
- 2019年
  - 1月、Candy Treeの結成後初となる上野まなソロ名義とバンドCandy Treeの共演ライブを東京・表参道のZIMAGINEにおいてシンガーソングライターの潮崎ひろのをゲストに迎え開催[52]。
  - 3月、自身初となる公設ファンクラブ（株式会社Utonmiq）が期間限定で開設される。[53]。
  - 7月、東京・銀座、Miiya Cafe 17th Anniversary Eventに高田由香と共同企画ライブをはたゆりこをゲストに迎え開催[54]、Candy Treeとしてイベントのトリで出演。
  - 8月、公設ファンクラブ（株式会社Utonmiq）が限定期間を経て本格的に始動される。[55]。
  - 8月、ウクレレ弾き語りアルバム第3弾となる『Pono』発売[56]。発売記念ライブをゲストに伊藤さくら、絢音、まつもとななみを迎え、東京・銀座、Miiya Cafeにて開催。
  - 8月、第25回 全国金魚すくい選手権大会（大和郡山市/全国金魚すくい競技連盟・共催）大会ゲスト出演。
  - 11月、狛江ラジオ放送開局と同時に開始された月曜から金曜の平日生放送される『KOMAE AM』の水曜日レギュラーパーソナリティを担当。
  - 11月、第9回神戸マラソンの応援ライブ（ふれあいフェスティバル）にゲスト出演、ウクレレ弾き語りを披露。
- 2020年
  - 1月、BIRTHDAY ワンマンライブ『上野まな Birthday Special Night 2020』を渡邉幸啓、瀬田創太をバックサポートに迎え下北沢 WORK SHOP LOUNGE SEED SHIPにて開催[57]。
  - 6月、上野まなのバンド名義となるCandy Treeの1stアルバムとなる『Candyland』のレコ発記念のライブをプレミア配信限定で東京・銀座、Miiya Cafeにて開催[58]。
- 2022年
  - 埼玉県、行田忍城址にて開催された『東日本震災復興チャリティライブ』にゲスト出演。
- 2023年
  - 5月、埼玉県ところざわサクラタウンにて開催された『ミュージックフェス2023GW』、埼玉県所沢にて開催された『第27回とことこタワーまつり』にゲスト出演。
  - 10月、こおりやま音楽祭"樂"2023のやまと郡山城ホール公演にライブゲスト出演。

## ディスコグラフィー

### アルバム
| 枚  | タイトル                | 発売日         | 規格番号                                                              | 備考 |
| --- | ----------------------- | -------------- | --------------------------------------------------------------------- | --- |
| 1st | Fairies-フェアリーズ    | 2011年7月13日  | JECR-1003（初回限定盤） JECR-1002（初回プレス盤） JECR-1002（通常盤） | 初回限定盤特典、DVD、ブロマイド4枚封入 初回プレス盤特典、ブロマイド1枚封入（全12種類） 発売記念ライブ限定特典、ポストカード         |
| 2nd | Re:Morning              | 2014年7月27日  | COCM-0727                                                             | 発売記念ライブ限定特典、Re:Morningポスター                                                                                          |
| 3rd | M                       | 2015年6月26日  | COCM-0626                                                             | 紙ジャケット仕様 発売記念ライブ限定特典、ブロマイド、ポスター、DVD                                                                  |
| 4th | ゆるやかマナレレたいむ  | 2016年7月27日  | COCM-6727                                                             | 全曲ウクレレ弾き語り |
| 5th | ナミダ -マナレレたいむ- | 2017年8月18日  | COCM-7818                                                             | 全曲ウクレレ弾き語り |
| 6th | Pono                    | 2019年9月6日   | CD：HRBR-016 カセット：カセットストアデイ公式リリースアイテム         | ウクレレ弾き語りアルバム CD：紙ジャケット仕様 ファンクラブ先行発売チェキ付き 初回限定写真（2種類各50枚限定）付き カセット：限定50本 |
| 7th | 始まりのヒカリ          | 2021年11月24日 | CD：UEMA-0010                                                         | リリースデビュー10周年記念アルバム                                                                                                  |

### アルバム・Candy Tree（バンド）名義
| 枚  | タイトル  | 発売日    | 規格番号  | 備考                                                                                  |
| --- | --------- | --------- | --------- | ------------------------------------------------------------------------------------- |
| 1st | Candyland | 2020年7月 | CTRE-0001 | 紙ジャケット仕様 初回限定特典1～4バージョンの写真4種類、発売記念ライブ限定チェキ2種類 |

### インディーズ盤
| 作品名                         | リリース日     | 規格番号    | 備考                         |
| ------------------------------ | -------------- | ----------- | ---------------------------- |
| たからもの                     | 2006年11月24日 |             | シングル、完売、生産終了     |
| One Way                        | 2006年12月19日 |             | シングル、完売、生産終了     |
| たからもの～心からありがとう～ | 2007年4月14日  | RENO 2007-1 | ミニアルバム、完売、生産終了 |
| 旅立つきみへ                   | 2008年6月5日   | RENO 2008-2 | ミニアルバム、完売、生産終了 |
| 3Hearts                        | 2008年11月24日 | POM-1124    | ミニアルバム、完売、生産終了 |

### オムニバスアルバム
| タイトル                           | 発売日        | 規格番号   | 収録曲                                                |
| ---------------------------------- | ------------- | ---------- | ----------------------------------------------------- |
| 爆風トリビュートComplete           | 2013年1月15日 | YZSM-20009 | カンカン（作詞、サンプラザ中野/作曲、ファンキー末吉） |
| We Love BakufuSlump おまけComplete | 2013年1月15日 | BTYS-3011  | カンカン（作詞、サンプラザ中野/作曲、ファンキー末吉） |

### 音楽映像作品
| タイトル                                  | 発売日        | 規格番号                | 形態          | 備考                                                                                   |
| ----------------------------------------- | ------------- | ----------------------- | ------------- | -------------------------------------------------------------------------------------- |
| Fairies-フェアリーズ                      | 2011年7月13日 | JECR-1003（初回限定盤） | CD+DVD、2枚組 | PV+特典映像、Amazon.com限定販売                                                        |
| 愛のうた-Earth-                           | 2014年7月27日 | COBM-0727               | DVD           | PV+PVメイキング、限定販売、完売                                                        |
| ～音・美・力～ Birthday Special Live 2017 | 2017年4月23日 | COBM-0423               | DVD           | 2017年1月に神楽坂THEGLEEで開催されたバースデーライブをノーカット収録したライブ映像作品 |

### 楽曲提供
| タイトル         | 提供アーティスト名                                   | 提供形態   | 収録・備考                                                                                                   |
| ---------------- | ---------------------------------------------------- | ---------- | --- |
| プラネットアワー | gra-DOLL（浜田翔子・成田梨紗・稲森美優・はまだこう） | 作詞・作曲 | 1st Album『フクロトジ』（クラウン徳間ミュージック）/SONOCA（ソノカ）配信・クリプトン・フューチャー・メディア |

### タイアップ
| 楽曲           | タイアップ | 収録作品                           |
| -------------- | --- | ---------------------------------- |
| 心の架け橋     | 映画・天体小説『PLANETARIUM』挿入歌 | 旅立つきみへ                       |
| Angel Smile    | 『Small Radio』 （ustream、Stickam JAPAN!）エンディングテーマ                                                                              | 3Hearts                            |
| 私になる明日   | テレビ東京サマーナイトミュージック FM-FUJI『上野まなの「愛せますRadio」』オープニング 劇団ズッキュン娘コラボ公演『グッバイ、マザー』挿入歌 | 1stアルバム Fairies-フェアリーズ   |
| 愛せますように | 映画『恋愛漫画はややこしい～集まれ！恋する妄想族～』挿入歌                                                                                 | 未収録                             |
| きんぎょのうた | 大和郡山市公式タイアップ、金魚PRソング | 3rdアルバム M                      |
| 星空の彼方へ   | BAN-BANラジオバンプレマンスリー（2015年12月）                                                                                              | 3rdアルバム M                      |
| Watercolors    | エフエム世田谷ラジオ音実劇場、今週のライブ音源（2016年2月15日～18日）                                                                      | 2ndアルバム Re:Morning             |
| Happy Life     | ドラマ『フェイクドキュメントドラマ プロデューサーＫ III』（石黒賢・主演）挿入歌（DVD特典映像）                                             | 4thアルバム ゆるやかマナレレたいむ |

### 映像作品
| タイトル                                        | 発売日        | 規格番号          | 出演形態           | 発売元・備考             |
| ----------------------------------------------- | ------------- | ----------------- | ------------------ | ------------------------ |
| 映画・プラネタリウム～桜井亜美Film Book～       | 2009年11月6日 | JAN 4932487025022 | かおりん先生役     | アップリンク             |
| Discovery                                       | 2012年5月23日 | JAN 4571369479883 | イメージビデオ     | イーネット・フロンティア |
| フェイクドキュメントドラマ プロデューサーＫ III | 2018年4月11日 | JAN 4562474192859 | 上野まな（本人）役 | 共同テレビジョン         |

## 雑誌・書籍

### 楽譜
- 花-Bloom again- （現代ギター、2015年12月1日発売、JAN 4910034811250）

### 雑誌
- JUNGLE★LIFE　Vol.164
  - SPECIAL TALK SESSION 上野まな×ユウ（チリヌルヲワカ/GO!GO!7188）（ジャングルライフ、2011年7月号）
- ザ・テレビジョン
  - 上野まなインタビュー（KADOKAWA、2012年2月17日発売、JAN 4910212430228）
- AERA
  - 上野まなさんが語るクラフトビールの魅力（朝日新聞出版、2016年10月17日発売、JAN 4910210141065）
- JAZZ JAPAN Vol.78
  - J.J. LIVE WALKER ライヴ＆コンサート・インフォメーション・THEGLEE（シンコーミュージック、2017年1月20日発売）
- ウクレレ・マガジン Vol.25 SUMMER 2021 (リットーミュージック・ムック)
  - 巻頭カラーINTERVIEW 上野まな（リットーミュージック、2021年6月15日発売、ISBN 4845636328）

### WEB
- 加古川タウンマップキラカコ
  - 「BAN-BANラジオ潜入!上野まな密着取材」 （2011年8月17日、キラリかこがわ編集室）
- Techinsight Japan
  - 【エンタがビタミン♪】上野まなが“いいとも”でバラエティデビュー飾る。 （2012年1月20日、Techinsight Japan）
- ザ・テレビジョン
  - 「ロンドンハーツ　2時間SP」に出演する上野まなに直撃！ （2012年2月10日、KADOKAWA）
- 日刊ゲンダイ
  - 【特別インタビュー】上野まな  （2012年2月11日、日刊ゲンダイ）
- 週刊プレイボーイ
  - 上野まな『キノコ頭の気になるあの子』 （2012年4月9日、集英社）

## ソロ・ライブ(主要ライブ)
- Reno Records Presents LIVE（2006年11月24日、登戸 STARGICROOM）

- 上野まなBirthday LIVE（2007年1月18日、錦糸町 ドレミファ館）
- Reno Records Presents LIVE（2007年1月25日、登戸 STARGICROOM）
- Mana Night（2007年2月9日、江古田　そるとぴーなつ）
- Reno Records Presents LIVE（2007年2月22日、登戸 STARGICROOM）
- Reno Records Presents LIVE（2007年3月20日、池袋 LIVE INN ROSA）
- レコ発ライブin大阪（2007年4月14日、大阪 SUNHALL）
- Reno Records Presents LIVE（2007年4月21日、LIVE INN Magic）
- Reno Records Presents LIVE（2007年5月31日、池袋 LIVE INN ROSA）
- YASU.T LEGEND LIVE VOL.23（2007年6月30日、アートプレイス新宿）
- YASU.T LEGEND LIVE VOL.26（2007年9月29日、東京 LIVE INN Magic）
- Sweetest Coma AgainVol.6（2007年9月27日、RUIDO K2）
- Reno Records Presents LIVE（2007年10月19日、池袋 LIVE INN ROSA）
- 上野まな 1st ワンマンライブ（2007年11月30日、Shibuya eggman）
- Reno Records Presents LIVE（2007年12月15日、赤坂 MOVE ）
- ナマウタヂカラ vol.2（2007年12月23日、神戸 上屋劇場）
- Reno Records Presents 7時だよ全員集合!（2007年12月24日、登戸 STARGICROOM）
- YASU.T LEGEND LIVE VOL.29（2007年12月29日、新宿 HEAD POWER）

- 上野まな バースデー PARTY!&LIVE （2008年1月19日、渋谷J-POPカフェ）
- YASU.T　LEGEND　LIVE　VOL.31（2008年2月23日、高円寺 CLUB MISSION'S）
- Reno Records Presents LIVE（2008年3月4日、四谷天窓.comfort）
- Reno Records Presents LIVE（2008年3月11日、Shibuya PLUG）
- 上野まな 2ndミニアルバム『旅立つきみへ』レコ発ワンマンLive♪（2008年6月5日、池袋 LIVE INN ROSA）
- YASU.T　LEGEND　LIVE　VOL.35（2008年6月28日、江古田クラブ・ドロシー）
- YASU.T　LEGEND　LIVE　VOL.36（2008年7月27日、江古田RUIDO　KEI-3）
- あつぎ鮎まつりLive＆司会（2008年8月2日、厚木インディーズA-I-M）
- 津田清×あかね×上野まなLive（2008年8月25日、横浜 東白楽あっとぺっぷ）
- YASU.T　LEGEND　LIVE　VOL.37（2008年8月30日、西荻窪ウェイバー）
- YASU.T　LEGEND　LIVE　VOL.38（2008年9月27日、西荻窪ウェイバー）
- Mana Meinung 2★Happy Halloween♪　（2008年10月26日、江古田　そるとぴーなつ）
- 厚木FES（2008年11月3日、厚木インディーズA-I-M）
- 上野まな『3Hearts』Release Anniversaryライブ♪　（2008年11月24日、高田馬場天窓.comfort）
- 上野まな☆年越しLive☆2008 （2008年12月27日、六本木 Vanilla mood）

- Mana Ueno Birthday Party ＆ Live 26 （2009年1月18日、原宿 Milk Cafe）
- comfort presents Precious! （2009年2月25日、天窓.comfort）
- Mana Ueno カフェライブ2（2009年3月8日、サクラフルール青山 ）
  - 新曲『Feeling』発表
- Marble☆Night （2009年3月26日、恵比寿天窓.switch）
- 〜.comfort the 5th anniversary！〜 アンプラグドPARTY vol.4 プレミアム（2009年5月6日、四谷天窓・四谷天窓.comfort）
- essence. （2009年5月20日、恵比寿天窓.switch）
  - 新曲『クロスロード』発表
- ハッピーミュージックガーデンVol.1 （2009年5月31日、渋谷J-POPカフェ）
- 散ル歌　Vol.2（2009年6月15日、高田馬場　天窓.comfort）
  - 新曲『天国への手紙～たからもの～』発表
- Marble☆Night （2009年6月24日、恵比寿天窓.switch）
- まなさくツーマンライブ （2009年7月31日、恵比寿天窓.switch）
- あつぎ鮎まつり花火カウントダウンLive（2009年8月8日・9日、厚木インディーズA-I-M）
- ディープ・スロート（2009年9月8日、morph-tokyo）
- ハッピーミュージックガーデンVol.2「繋がろう♪僕らのメッセージ」（2009年9月23日、渋谷 J-POPカフェ）
- ふわライブ31（2009年10月11日、御茶ノ水KAKADO）
- Feel Vol.6 （2009年10月17日、上野BRASH）
- アンプラグドPARTY vol.5（2009年11月3日、四谷天窓・四谷天窓.comfort）
- Sky Pop Records presents〜渋谷street music file01〜（2009年11月10日、Shibuya O-EAST）
- comfort prezents スリーマンライブ （2009年12月7日、高田馬場 四谷天窓.comfort）
- ハッピーミュージックガーデンVol.3 『ハッピーミュージックX'mas☆』（2009年12月23日、渋谷J-POP CAFE）
- Sky Pop Records presents 赤坂street music file02（2009年12月30日、L@N赤坂）

- 上野まな ワンマンライブ『27th Eve』 （2010年1月17日、渋谷J-POP CAFE）
- TSmusic LIVE VOL.49（2010年2月6日、銀座 Miiya Cafe）
- ふわ(o・v・o)ライブ（2010年3月27日、池袋 鈴ん小屋）
- 春に咲く歌姫の花たち （2010年4月16日、銀座 Miiya Cafe）
- PLUS+vol.1〜ENERGY & HEARING〜（2010年4月24日、奈良県やまと郡山城ホール）
- Shibuya Milkyway Pre Open Event 「織女星Vol.0」（2010年5月30日、Shibuya Milkyway）
- ビナウォークミュージックディライト （2010年6月12日、神奈川県海老名 ビナウォーク）
- 雨に唄えば♪  （2010年6月24日、銀座 Miiya Cafe）
- Shibuya Milkywayグランドオープンイベント「内緒のはなし」 （2010年7月15日、Shibuya Milkyway）
- Acoustic mono （2010年7月31日、Shibuya Milkyway）
- Shibuya Milkywayグラントオープンイベントフィナーレ （2010年8月7日、Shibuya Milkyway）
- ふわライブ （2010年8月14日、銀座 MiiyaCafe）
- Sactone-Proud！2010 （2010年8月26日、新宿SACT!）
- LaQuaスペシャルライブ2010 Vol.8 上野まな（2010年9月11日、：東京ドームシティ ラクーアガーデンステージ、）
- 織女星Vol.2 （2010年9月15日、Shibuya Milkyway）
- 伊藤さくら×上野まな　2マンライブ （2010年9月24日、下北沢 Colored Jam）
- 上野まな Bossa Live ＆ es-navy Acoustic Live （2010年10月3日、沼津 Malt Cat's）
- 猫と少女 （2010年10月19日、Shibuya Milkyway）
- キャンドルが灯るよ＊Trick or Treat （2010年10月29日、高田馬場 四谷天窓）
- NOMAD Presents Live（2010年10月30日、代官山 NOMADO）
- 織女星Vol.4 （2010年11月11日、Shibuya Milkyway）
- ROSA 10th Anniversary Live『Have a good time!』 （2010年11月25日、Shibuya Milkyway）
- 上野まな Presents ハッピーミュージックX'mas2010 （2010年12月22日、Shibuya Milkyway）

- 上野まな　ワンマンライブ（2011年1月16日、Shibuya Milkyway）
- Goro Jam（2011年1月27日、下北沢 Colored Jam）
- メリーゴーランドストーリー（2011年2月9日、Shibuya Milkyway）
- 東日本大震災チャリティーライブ「Wonderful World」（2011年3月22日、Shibuya Milkyway）
- 上野まな Presents たくさんの愛に包まれて（2011年4月29日、Shibuya Milkyway）
- ウエディングソングが花嫁に出逢うとき（2011年5月3日、St. ソフィーバラ教会＆マークスWホテル奈良）
- Girl's UP!!! vol.84（2011年6月8日、Shibuya eggman）
- 上野まな 1stミニアルバム『Fairies』レコ発記念ライブ（2011年7月6日、Shibuya Milkyway）
  - 来場者特典直筆サイン入りポストカード
- Shibuya Milkyway 1st Anniversary Final「Back to the Roll!!」（2011年8月7日、Shibuya Milkyway）
- Girl's UP!!! vol.89（2011年8月12日、Shibuya eggman)
- 上野まな＆松岡里果 Presents『Hello from Sky♪』（2011年9月4日、Shibuya Milkyway）
  - 来場者特典直筆サイン・メッセージ入りポストカード
- Goro Jam Vol.8（2011年9月25日、下北沢 Colored Jam）
  - 新曲『僕らの旅物語』発表
- Have a good time!（2011年9月30日、池袋 LIVE INN ROSA）
- Good Afternoon♪（2011年10月9日、Shibuya Milkyway）
- ふわ(o・v・o)ライブ（2011年10月10日、代官山 NOMADO）
- どーんとぷれぜんつvol1 ドンラジ高校学園祭（2011年10月15日、渋谷 club asia）
- Nature Lovers 2011（2011年10月22日、千葉県旭市滝のさと自然公園芝生の広場）
- 天窓Switch Presents Live（2011年10月26日、恵比寿天窓Switch）
- DAY SLEEPER（2011年11月1日、高田馬場 Live cafe mono）
  - 新曲『Watercolors』発表
- 上野まな＆松岡里果 Presents Open your ♥ to Love〜もうすぐサンタがやって来る〜（2011年12月7日、Shibuya Milkyway）
  - 来場者特典ポストカード
- Shibuya Milkyway Count Down Special 『Roll goes on』count.1（2011年12月31日、Shibuya Milkyway）

- 上野まな ワンマンライブ『フェアリーズ ストーリー』（2012年1月15日、Shibuya Milkyway）
- ふわ(o・v・o)ライブ『モンブランケーキは2つで頂いたアップルティーが3つの状態』（2012年1月22日、池袋 鈴ん小屋）
- Valentine Eve（2012年2月13日、Shibuya Milkyway）
  - 『上野まな』予約来場者特典・直筆りんごマーク入りバレンタインチョコレート
- 雛壇を仕舞うその前に（2012年3月4日、Shibuya Milkyway）
- Hime Hime Rock & Night～歌謡曲もやりますよ Vol.3～（2012年3月27日、渋谷REX）
  - 物販特典『愛せますように』デモCD
- アネモネの庭（2012年4月27日、Shibuya Milkyway）
  - 新曲『ナチュラルデイズ』発表
- 上野まな ～Sendai first Meeting～（2012年5月19日、宮城県仙台市 Sendai Milkyway）
- Are You Sing?（2012年5月30日、Shibuya Milkyway）
- sing LOVE sing（2012年6月12日、Shibuya Milkyway）
- Shibuya Milkyway 2nd Anniversary「Fairy Night☆」（2012年7月5日、Shibuya Milkyway）
- 夏サカス『夏サカス2012～笑顔の扉～』（2012年7月22日、赤坂サカス）
- GROOVE FRESCO vol.4（2012年7月28日、渋谷LOOP annex）
  - 来場者特典直筆イラストポストカード
- Milkyway Presents『Bon Voyage』（2012年8月27日、Shibuya Milkyway）
- 上野まな×大谷雅恵 Presents vol.1 「Let's ポジティブ!」（2012年9月15日、Shibuya Milkyway）
  - 新曲『シーズナル』発表、当ライブ限定50部限定手書きイラストTシャツ販売。
- 猫レストランVol,5 （2012年10月28日、六本木The1633Tokyo）
- 上野まな＆松岡里果 ツーマンLIVE＆トークイベント ～愉しい嬉しい愉快なカフェタイム♪～ （2012年12月16日、アーキテクトカフェ汐留）
- 上野まな×大谷雅恵 Presents vol.2 『みんなでMerry Xmas!!～そうだ！サンタに会いに行こう♡～』（2012年12月25日、Shibuya Milkyway）

- Acoustic Oneman Night Show♪（2013年1月13日、六本木The1633Tokyo）
- 爆風スランプトリビュートアルバム「爆風トリビュートComplete」発売記念イベント『We Love Bakufu Slump』前夜祭（2013年1月13日、Shibuya Milkyway）
- 上野まな＆松岡里果 ツーマンLIVE＆トークイベント ～愉しい嬉しい愉快なカフェタイム♪Vol.2～ （2013年2月10日、アーキテクトカフェ汐留）
- 大谷雅恵 BIRTHDAY LIVE 誕生日＋給料日＝全員集合!!!!!!（2013年2月25日、Shibuya Milkyway）
- Thank you～贈る手紙～（2013年3月9日、北参道ストロボカフェ）
- 上野まな Presents『Flower Garden♪～3マンライブ～』（2013年3月24日、六本木The1633Tokyo）
- 上野まな×大谷雅恵 カフェLIVE&トークイベント『まなぁしぃとカフェタイムだよ♪全員集合♡』（2013年4月20日、アーキテクトカフェ汐留）
  - 新曲『Please me...。』発表
- sing sing sing!!!（2013年4月29日、Shibuya Milkyway）
- essence.（2013年5月21日、六本木The1633Tokyo）
  - 新曲『愛のうた-Earth-』発表
- PopLooPop（2013年6月3日、代官山LOOP）
- 林ももこ×上野まな～まるっと2人っきり～（2013年6月21日、六本木The1633Tokyo）
- 大黒美和子 Presents『ただいま』（2013年7月3日、六本木The1633Tokyo）
- 『I Love ShibuyaMilkyway☆3周年おめでとう!!』（2013年8月1日、Shibuya Milkyway）
  - 新曲『雲になった小人のお話し』発表
- Flower Music Vol.1～ 夏の終りの スイーツソング♪～（2013年8月29日、銀座 Miiya Cafe）
- Nature Lovers 2013（2013年9月1日、千葉県旭市滝のさと自然公園芝生の広場）
- SKY MUSIC RADIO スペシャルライブ　vol.13（2013年9月15日、千葉県船橋市船橋オートレース場WITH）
- COLORS ～YURARI×上野まな～（2013年9月18日、渋谷LOOP annex）
  - 新曲『For The Future』発表
- Helenium Night（2013年10月2日、Shibuya Milkyway）
- まつもとななみ　アルバムリリース3マンライブ「I think of you」（2013年10月14日、渋谷LOOP annex）
- 『ハロウィン☆パーティー ～歌姫とカボチャの馬車～』（2013年10月31日、銀座 Miiya Cafe）
  - 新曲『生きる力』発表
- 上野まな 夜カフェワンマン～森のソングバード～ （2013年11月14日、アーキテクトカフェ汐留）
- ふわ(o・v・o)ライブ 『ちょっとした風の音にも目を向けて深呼吸する場所も選んで』（2013年11月17日、天窓.comfort）
- my favorite songs（2013年12月2日、渋谷LOOP annex）
- 上野まな Presents『Happy Xmas Eve!!サンタの贈り物♡』（2013年12月24日、Shibuya Milkyway）
- ☆Miiya Cafe年末スペシャルLIVE☆『Song For You♪～今年一年のあなたの優しさに心から感謝の想いを込めて～』（2013年12月28日、銀座 Miiya Cafe）

- ～Today is MANA's Birthday♥Presents!!～（2014年1月18日、Shibuya Milkyway）
- 上野まな×まつもとななみ Presents『夜カフェ♥ミュージックテラピー☆Vol.1』～歌・音楽・アロマの空間～[60]。（2014年1月28日、アーキテクトカフェ汐留）
- 大谷雅恵BIRTHDAY LIVE『32歳から始めよう!!』（2014年1月18日、Shibuya Milkyway）
- 『バレンタイン LOVE SONG♪～ 愛の歌をあなたに ～』（2014年2月14日、銀座 Miiya Cafe）
  - 『上野まな』来場者特典・直筆名入りバレンタインチョコレート
- 小野亜里沙 Presents ～小野亜里沙x上野まな『もりのおんがくかい♪』～（2014年3月11日、赤坂 グラフィティ）
- ☆White Day Event☆『マシュマロのような 君の声』（2014年3月14日、銀座 Miiya Cafe）
- 上野まな×まつもとななみ Presents『夜カフェ♥ミュージックテラピー☆Vol.2』～歌・音楽・アロマの空間～[61]。（2014年3月27日、アーキテクトカフェ汐留）
- ふわ(o・v・o)ライブ 『決めたことできてなくてもすれ違う人と同じ濃さの影はある』（2014年4月5日、二子玉川 KIWA）
- 『さくらよ　さくら…来年の春　また会おうね♪』（2014年4月17日、銀座 Miiya Cafe）
- Milkyway Presents『Bon Voyage GW』（2014年5月1日、Shibuya Milkyway）
- 『忘れな草～あの人への真実の愛～』（2014年5月15日、銀座 Miiya Cafe）
- 上野まな×まつもとななみPresents♥『ミュージックテラピー☆Vol.3～歌・音楽・アロマの空間～』（2014年6月4日、六本木クラップス）
  - 新曲『CHILDLIKE』発表
- 『雨粒 と 傘の華』（2014年6月14日、銀座 Miiya Cafe）
- sweet colors.（2014年6月20日、二子玉川 KIWA）
- ふわ(o・v・o)ライブ 『悪いことしたのにおにぎりをくれるの？こういう感じで優しくなれる』（2014年7月6日、原宿 ストロボカフェ）
- 『ミニアルバム「Re:Morning（リ・モーニング）」リリース記念★レコ発ワンマンライブ』（2014年7月25日、二子玉川 KIWA）
- 『FLAMINGO★Summer Festival 2014 -5DAYS-』（2014年8月22日、大阪 フラミンゴ・ジ・アルーシャ）
- 『水曜日には コスモスの花束を♪』（2014年9月3日、銀座 Miiya Cafe）
  - 新曲『星空の彼方へ』発表
- ふわ(o・v・o)ライブ 『夢だったときの安心感に似た 味をしていた今夜のプリン』（2014年9月7日、銀座 Miiya Cafe）
- Shibuya Milkyway Presents『Bon Voyage』（2014年9月10日、Shibuya Milkyway）
- Shibuya Milkyway Presents『Bon Voyage』（2014年10月22日、Shibuya Milkyway）
- ふわ(o・v・o)ライブ『本能で言い訳を したいやほんとおかきがとまらなくってですね』[62] （2014年10月26日、代官山NOMAD）
- 『Mana × KIWA Presents～Acoustic Live Vol.1～』（2014年11月20日、二子玉川 KIWA）
- 『イチョウ並木の散歩道』（2014年11月27日、銀座 Miiya Cafe）
- 上野まな × Shibuya Milkyway Presents『サンタの魔法にかけられて♪』[63]（2014年12月24日、Shibuya Milkyway）
- ☆Miiya Cafe年末スペシャル LIVE☆『 Song For You♪ Vol.2～ 君の歌は 笑顔の灯 ～』♪』[64]（2014年12月27日、銀座 Miiya Cafe）

- NOMAD Presents 『Fertile imagination Vol.5』[65] （2015年1月12日、代官山NOMAD）
  - 新曲『ひみつの絵本』発表
- 『上野まな Birthday Anniversary 2015☆SPECIAL LIVE SHOW』[66] （2015年1月24日、二子玉川 KIWA）
- ふわ(o・v・o)ライブ『あの人の耳当て、たぶんだけど中華まん』[67] （2015年2月8日、銀座 Miiya Cafe）
- 『すみれ色の 小さな幸せ』（2015年2月19日、銀座 Miiya Cafe）
- 『Harajuku StrobeCafe 1st Anniversary「△」』（2015年2月26日、原宿 ストロボカフェ）
- 『雛菊 ～明るい無垢な 君の唄～』（2015年3月6日、銀座 Miiya Cafe）
- 『Grateful Days』（2015年3月18日、渋谷LOOP annex）
- 松岡里果 presents『”喜怒哀楽”第四弾【楽】～人生楽しまなきゃ損!!～』（2015年4月1日、赤坂CRAWFISH）
- NOMAD Presents『この日は1組の持ち時間が40分になりますday250』（2015年4月18日、代官山NOMAD）
- 『Dragon Party vol.1』[68]  （2015年4月22日、四谷天窓）
- 『まっ白な苺の花』（2015年5月7日、銀座 Miiya Cafe）
- 『Grateful Days』（2015年5月12日、代官山LOOP）
- 『We the POP』（2015年5月20日、渋谷TAKE OFF 7）
- ふわ(o・v・o)ライブ『なんだっけ、「五月雨」みたいな・・・「みたらし」だ！』[69] （2015年5月30日、銀座 Miiya Cafe）
  - 新曲『Birth』発表
- NOMAD Presents『a remark full of personality day 44』（2015年6月13日、代官山NOMAD）
- 『Sing and Play』（2015年6月15日、7th FLOOR）
- 上野まな×高田由香　2マンライブ『Flower ★ forest』[70] （2015年6月26日、銀座 Miiya Cafe）
  - アルバム『M』発売記念ライブ
- NOMAD Presents『十人十色 ～ノマコレ～Vol.34』（2015年7月3日、代官山NOMAD）
- 『ほおずき通りを君と歩けば』（2015年7月9日、銀座 Miiya Cafe）
  - Miiya Cafe 13th Anniversary Event
- 『ウォーター・リリーの咲くほとりで』（2015年7月24日、銀座 Miiya Cafe）
  - Miiya Cafe 13th Anniversary Event
- 上野まなPresents『Starry Dream☆Milkyway 5th Anniversary』（2015年8月3日、Shibuya Milkyway）
  - Shibuya Milkyway 5th Anniversary Event
- NOMAD Presents『Humanity Vol.12』（2015年8月9日、代官山NOMAD）
- 『鈴木さんちの夏休み♪』（2015年8月21日、セブンデイズ京橋）
- 『ガーネット ～変わらぬ君の愛～』（2015年8月26日、銀座 Miiya Cafe）
- 林ももこ Presents『TRY ANGL第3弾 ～Green ＆ Harmony～』（2015年9月5日、二子玉川 KIWA）
- NOMAD Presents『この日は1組の持ち時間が40分になりますday257』（2015年9月19日、代官山NOMAD）
- 『ラピスラズリ ～永遠の誓い～』（2015年9月25日、銀座 Miiya Cafe）
- NOMAD Presents『十人十色 ～ノマコレ～Vol.38』（2015年10月2日、代官山NOMAD）
- ふわ(o・v・o)ライブ『食欲とスポーツ、芸術、読書まですべて揃ったような植物』[71] （2015年10月12日、下北沢 WORK SHOP LOUNGE SEED SHIP）
- 上野まな×鈴木あい Presents『秋のグランドピアノリズム～3マンライブ～』 （2015年10月25日、下北沢 WORK SHOP LOUNGE SEED SHIP）
- 『Halloween☆Party♪第一夜～歌姫の仮装パーティーへようこそ！！～』（2015年10月29日、銀座 Miiya Cafe）
- 『Sound Palette』（2015年10月29日、大阪・心斎橋 Soap opera classics）
- NOMAD Presents『Humanity Vol.15』（2015年11月13日、代官山NOMAD）
  - 新曲『雨の中』発表
- Miiya Cafe×上野まな Presents『行く秋の物語』（2015年11月20日、銀座 Miiya Cafe）
- 『音実アコースティックナイト vol.11』 （2015年11月25日、東京音実劇場）
- 潮崎ひろの Thank You BIRTHDAY企画『まっすぐな音』（2015年12月4日、川口 キャバリーノ）
- 『Tricolor Flowers Garden Vol.4 ～冬の空へ羽ばたいた マイメロディ♪～』（2015年12月17日、銀座 Miiya Cafe）
- まなももまりか Presents『君も誰かのサンタクロース♪』（2015年12月25日、渋谷 gee-ge.）
- ☆ Miiya Cafe 年末スペシャル LIVE ☆『Song For You♪ Vol.3～ありがとうの想いを歌にして～』（2015年12月27日、銀座 Miiya Cafe）

- ふわ(o・v・o)ライブ『雨音がベランダの 屋根にあたる音、牛のつぶやき 牛のつぶやき』[72] （2016年1月9日、銀座 Miiya Cafe）
- 『にじいろコンサート』[73] （2016年1月16日、ギター文化館八郷の丘ホール）
- 『歌姫たちのシンフォニー♪』（2016年1月29日、銀座 Miiya Cafe）
- 『OtoNa Color 3man Live』 （2016年2月5日、下北沢 WORK SHOP LOUNGE SEED SHIP）
- 『☆バレンタインスペシャル☆ 第一夜～愛の歌～』（2016年2月11日、銀座 Miiya Cafe）
- NOMAD Presents『この日は1組の持ち時間が40分になりますday261』（2016年2月20日、代官山NOMAD）
- 『Premium Seacret♪～2Man Live～』（2016年2月26日、music ber CODA 蒲田）
- Miiya Cafe×上野まな Presents 3man Live Vol.2『お雛様たちの唄祭り』（2016年3月3日、銀座 Miiya Cafe）
- CAVALLINO presents『空色のメロディー #61』（2016年3月11日、川口 キャバリーノ）
  - 新曲『旅 -Live on the Earth-』発表
- 『FLAMINGO★GIRLS NIGHT LIVE!!』（2016年3月18日、大阪 フラミンゴ・ジ・アルーシャ）
- 『クルールとすてきな音楽するひとたち』（2016年3月19日、大阪 ブラステ）
- 大森真理子 Presents『Sunny Spot～春、うらら編～』（2016年3月26日、四谷天窓.comfort）
- 伊藤さくら企画ライブ『Special Party ～spring selection～』（2016年3月30日、赤坂 グラフィティ）
- 『花祭り～舞い散る 唄の華びら♪～』（2016年4月8日、銀座 Miiya Cafe）
- ふわ(o・v・o)ライブ『開場と会場を間違えないよう意識しすぎて嫉妬されそう』（2016年5月16日、池袋 鈴ん小屋）
- 『Tricolor Flowers Garden ～桜草とオレンジの缶ジュース～』（2016年4月29日、銀座 Miiya Cafe）
- 『星空ピクニック　アロマの香りの中での音楽会』（2016年5月5日、新宿 グラムシュタイン）
- NOMAD Presents『REASON and EMOTION』（2016年5月13日、代官山NOMAD）
- 『上野まな×林ももこ Premium Seacret♪ 2Man Live～STAR☆～』（2016年5月19日、music ber CODA 蒲田）
- 『エメラルド色のメロディに乗せて』（2016年5月26日、銀座 Miiya Cafe）
  - 新曲『毎日ファニーデイ』発表
- 上野まな Presents『Earth Angel Harmony☆～出逢えた奇跡～』（2016年6月3日、国分寺 GiveHearts）
- 上野まな×鈴木あい Presents『初夏のグランドピアノリズム 上野まな×鈴木あい×小野亜里沙』（2016年6月18日、四谷天窓.comfort）
  - 新曲『Happy Life』発表
- 『東京オリンピック～4年後の風景～』（2016年6月23日、銀座 Miiya Cafe）
- 『上野まな×潮崎ひろの Premium Secret 2Man Live～ヒーリングメイト～』（2016年7月3日、music ber CODA 蒲田）
  - 新曲『ぼくはカメレオン』発表
- 『Flower Sense Laboratory』（2016年7月6日、新宿SACT!）
- 『鈴ん小屋ライブ』（2016年7月14日、池袋 鈴ん小屋）
- Miiya Cafe 14th Anniversary Event『Miiya Cafe×上野まな Presents 3man Live Vol.3 ～夏の夜空に咲いた 歌華火～』（2016年7月28日、銀座 Miiya Cafe）
  - アルバム『ゆるやかマナレレたいむ』発売記念ライブ
  - 新曲『サンキュー』発表
- ふわ(o・v・o)ライブ『夏というだけで恋した気分だよ』（2016年8月7日、駒込 こまごめわいわいほーる）
- 『ハイビスカス～新しい恋のはじまり～』（2016年8月12日、銀座 Miiya Cafe）
- 『FLAMINGO★Summer Festival』（2016年8月19日、大阪 フラミンゴ・ジ・アルーシャ）
- 『Sound Palette』（2016年8月20日、大阪・梅田 Soap opera classics）
- 『上野まな×松岡里果 Premium Seacret♪ 2Man Live～We Love Fun!～』（2016年8月27日、music ber CODA 蒲田）
- 潮崎ひろの Presents『Celestial Singers～JAZZ Ver.～』（2016年9月11日、川口 キャバリーノ）
- 『コスモスのバラード』（2016年9月14日、銀座 Miiya Cafe）
- ふわ(o・v・o)ライブ『エンジェルがスープのように冷ます夏』（2016年9月25日、四谷天窓.comfort）
- 上野まな Presents『Earth Angel Harmony vol.2～我らはライトワーカー☆～』（2016年10月2日、国分寺 GiveHearts）
- GRAPES KITASANDO×上野まな presents『ピアノとDUO』（2016年10月12日、北参道 Grapes）
- 『上野まな×潮崎ひろの Premium Secret 2Man Live～ヒーリングメイトVol.2～』（2016年10月22日、music ber CODA 蒲田）
- やもとなおこ主催『やもフェス第一弾”プロデュースさせてくだ祭”』（2016年10月26日、赤坂 グラフィティ）
  - 新曲『未来の光』発表
- 上野まな presents『煌めくヒストリー』（2016年11月12日、北参道 Grapes）
- 『金木犀の詩』（2016年11月25日、銀座 Miiya Cafe）
- ふわ(o・v・o)ライブ『最初から張り切らないで使うほど思い出深いものになったり』（2016年12月4日、SOUND CREEK Doppo）
- 『冬のグランドピアノリズム 上野まな×鈴木あい×小野亜里沙』（2016年12月17日、四谷天窓.comfort）
- 『MOMOACO vol.1～月夜の宴～』（2016年12月22日、四谷天窓.comfort）
- ☆ Miiya Cafe 年末スペシャル LIVE ☆『Song For You♪ Vol.4～あたたかな 幸せのメロディ～』（2016年12月28日、銀座 Miiya Cafe）

- ふわ(o・v・o)ライブ『あまりにも想像の雲をつきぬけてコインもアイテムもなかったよ』（2017年1月9日、Yokohama O-SITE）
- 『上野まな Birthday Special Live 2017～音・美・力～』（2017年1月22日、THEGLEE）
- GRAPES KITASANDO × 上野まな presents『ピアノとDUO』Vol.2（2017年2月5日、北参道 Grapes）
- 『まなワールドNight～Re:Start～』（2017年2月10日、music ber CODA 蒲田）
- 潮崎ひろの Presents『Celestial Singers～JAZZ Ver.～Vol.2』（2017年2月19日、北参道 Grapes）
- 『ダイヤモンドメロディ～キラキラした愛の唄～』[74]（2017年2月24日、銀座 Miiya Cafe）
- 『上野まな×潮崎ひろの Premium Secret 2Man Live～ヒーリングメイトVol.3～』[75]（2017年3月5日、music ber CODA 蒲田）
- 『Open the door!!!』（2017年3月15日、Laguna）
- 『カタクリ～初恋の詩～』（2017年3月24日、銀座 Miiya Cafe）
- 原宿 ストロボカフェ Presents『Journal #170329』（2017年3月29日、原宿 ストロボカフェ）
- SACT！Lyrical song series『晴れのち、きらり。』（2017年4月7日、新宿SACT!）
- GRAPES KITASANDO × 上野まな presents『ピアノとDUO』Vol.3（2017年5月24日、北参道 Grapes）
- Mana×Momo（林ももこ）プレゼンツ～My Favorite Songs vol.1☆映画の中から～（2017年6月11日、北参道 Grapes）
- 『GRAPES KITASANDO presents ＊雨音日和＊』（2017年6月28日、北参道 Grapes）
- 『Miiya Cafe×上野まなPresents Vol.4～青空と白い雲のハーモニー～』（2017年7月9日、銀座 Miiya Cafe）
  - Miiya Cafe 15th Anniversary Event
- 『夏のグランドピアノリズム 上野まな×鈴木あい×小野亜里沙』（2017年7月22日、四谷天窓.comfort）
- 『上野まな & GRAPES KITASANDO presents -Espressivo-』（2017年8月9日、北参道 Grapes）
- 『FLAMINGO★Summer Festival』（2017年8月18日、大阪 フラミンゴ・ジ・アルーシャ）
  - アルバム『ナミダ -マナレレたいむ-』発売記念ライブ[76]
- 『Transparent』（2017年8月19日、大阪・梅田 Soap opera classics）
- 『夏休みの冒険』（2017年8月25日、銀座 Miiya Cafe）
- 『上野まな×繭 Premium 2Man Live ～夢～vol.2』（2017年9月22日、music ber CODA 蒲田）
- 『Happy&Smile』（2017年10月7日、大阪・梅田 Soap opera classics）
- MiiyaCafe・ふわ(o・v・o)ライブ・音♪交差点 共同企画『ふわかぼちゃ・音♪かぼちゃ・Miiyaかぼちゃdeハ～ロウィ～ン♪』（2017年10月28日、銀座 Miiya Cafe）
- ふわ(o・v・o)ライブ『君の愚痴カナダの蜜にとらわれる』（2017年11月4日、HEAVEN青山）
- 市ヶ谷フィオリーレ presents 『ウクレレショーケースvol.1』（2017年11月23日、Fiorire）
- 潮崎ひろの2夜連続バースデー企画『Seed TO Blossom 12/2Seed～あなたが居てくれたから～』（2017年12月2日、川口 キャバリーノ）
- ☆ Miiya Cafe 年末スペシャル LIVE 2DAYS ☆『Song For You♪ Vol.5～希望の歌声をあなたへ～』（2017年12月27日、銀座 Miiya Cafe）

- 『Snow Songs～真っ白な歌灯り～』（2018年1月12日、銀座 Miiya Cafe）
- 『友だちの詩』（2018年2月22日、銀座 Miiya Cafe）
- ふわ(o・v・o)ライブ『プードルの耳がうさぎね春一番』（2018年3月3日、PLUG IN STUDIO）
- 『Miiya Cafe×上野まな Presents Vol.5 Spring Smile～桜咲く季節の中で～』（2018年3月30日、銀座 Miiya Cafe）
- 『フェイクドキュメントドラマ プロデューサーＫ III』プレミア上映会（2018年4月26日、ユナイテッド・シネマアクアシティお台場）
  - フェイクドキュメントドラマ プロデューサーＫ シークレットライブ ゲスト出演
- 上野まな Presents『Beautiful Garden 2018春』（2018年4月27日、国分寺 GiveHearts）
- WORDS PRESENTS『東京組曲 Vol.8』（2018年4月28日、水道橋 WORDS）
- 中目黒 OOPS! PRESENTS『昼うたライブ』（2018年5月6日、中目黒 OOPS!）
- 『上野まな×潮崎ひろの ～ヒーリングメイトやねんっ 大阪編～』（2018年5月20日、D'style）
- 『mystical singersの調べ Vol.21』（2018年6月9日、銀座 Miiya Cafe）
- 林ももこ presents 3マンライブ『雨上がりを君に～blue～』（2018年6月23日、赤坂 グラフィティ）
- ふわ(o・v・o)ライブ「てるてる坊主さん聞いてください」「何？」「効いてください」「だから何さ」（2018年6月23日、駒込 こまごめわいわいほーる）
- Words Presents "Good night is coming" 第二夜（2018年8月3日、水道橋 WORDS）
  - 水道橋Words 1st.Anniversary
- 『FLAMINGO★Summer Festival 2018』（2018年8月17日、大阪 フラミンゴ・ジ・アルーシャ）
- 『Sound Gallery』（2018年8月18日、大阪・梅田 Soap opera classics）
- 『上野まな×潮崎ひろの ～ヒーリングメイトだがや 名古屋編～』（2018年9月1日、名古屋・今池 りとるびれっじ）
- 『上野まな×きしのりこ ～Heart Pop corn～』（2018年9月13日、祖師ヶ谷 大蔵カフェエクレルシ）
- 伊藤さくら企画 Special Party『今年最後の浴衣の祭り』（2018年9月26日、Yokohama O-SITE）
- 『mystical singersの調べ vol.28』（2018年11月25日、代官山NOMAD）
- まなもも（林ももこ）サンタPresents『音楽の贈り物☆Merry Christmas!!』（2018年12月23日、銀座 Miiya Cafe）

- 『Rainbow Garden 第一輪』[77]（2019年1月12日、銀座 Miiya Cafe）
- 『Mana's Birthday Special Live 2019』（2019年1月20日、ZIMAGINE）
- 絢音氏 presents『心が求めるメロディー探して-名古屋編』（2019年1月25日、名古屋・栄 タイトロープ）
- 絢音&NKY Presents『新春ガールズSSW女子会SP』（2019年1月26日、名古屋・御器所 COTAN）
- ふわ(o・v・o)ライブ『羊に毛もらってばかりで返せてない』（2019年2月17日、北参道 ストロボカフェ）
- 『melodious Popcorn』（2019年2月28日、祖師ヶ谷 大蔵カフェエクレルシ）
- 『上野まな×潮崎ひろの ～ヒーリングメイトやねんっ 大阪編VoL.2～』（2019年3月9日、大阪・Brilliant BreezE）
- 潮崎ひろの×林ももこ 企画『僕らは旅の途中～名古屋編～』（2019年4月6日、名古屋・Sunset blue）
- まなもも（林ももこ）Presents『春の贈り物』（2019年4月19日、銀座 Miiya Cafe）
- 伊藤さくら Presents『赤坂グラフィティさんありがとう！』赤グラ Last Fes's Day1（2019年4月27日、赤坂 グラフィティ）
- 繭絵（繭・ヒサ絵）Presents『YAMAHAホール満員御礼への夢』（2019年5月17日、銀座 Miiya Cafe）
- 『melodious Popcorn』（2019年5月23日、祖師ヶ谷 大蔵カフェエクレルシ）
- 『梅雨入りや雨の重なる雨の音』（2019年6月1日、大阪 K225）
- 上野まな×林ももこ プラネタリウムLive『夜空からのメッセージ～遠い記憶と未来への願い～』（2019年6月2日、大阪 星カフェSPICA）
- 繭 企画『YAMAHAホールへ行こう！～Future～』（2019年6月15日、川口 キャバリーノ）
- ふわ(o・v・o)ライブ『白馬じゃないグレーの馬で来た人と幸せになれそうな気がする』（2019年6月30日、北参道 ストロボカフェ）
- 『なんかいい日になりそうだね』（2019年7月11日、祖師ヶ谷 大蔵カフェエクレルシ）
- 『Petit Chalet Vol.3』（2019年7月21日、SHOCK ON）
- ふわ(o・v・o)ライブ『花火の日天国のみんな靴を履く』（2019年8月4日、下北沢 WORK SHOP LOUNGE SEED SHIP）
- 上野まなアルバムリリース記念企画『Cheers!!Let’s Paradise♡』（2019年8月11日、銀座 Miiya Cafe）
  - アルバム『Pono』発売記念ライブ[78]
- 『Sound Gallery』（2019年8月16日、大阪・梅田 Soap opera classics）
- ふわ(o・v・o)ライブ『派手な人じゃないわきっとシロップを選べないから混ぜているのよ』（2019年8月25日、Yokohama O-SITE
- 『MUSIC WEEK Vol.10』（2019年9月15日、福岡・箱崎水族館）
  - 第16回 ハコフェス 2019 ～放生会特別企画 ハコザキアートウィーク～
- 『mystical singersの調べ』（2019年9月22日、代官山NOMAD）
- UenoMana & Psalm presents『Men&Women Hearts Vol.1』（2019年9月29日、国分寺 GiveHearts）
- 上野まな×ヒサ絵 共同企画『男と女のシナジー』（2019年10月14日、大阪 K225）
- ふわ(o・v・o)ライブ『不安とは解決しても満たされずハンパなとこで切るセレモニー』（2019年10月19日、水道橋 WORDS）
- 『Sound Palette』（2019年11月16日、大阪・梅田 Soap opera classics）
- ふわ(o・v・o)ライブ『針の呼吸呼吸じゃなくて言葉だな』（2019年11月24日、下北沢 WORK SHOP LOUNGE SEED SHIP）
- 『ROXY Net Park』第1部(ツーマンライブ編) 林ももこ×上野まな（2019年12月14日、静岡 LIVE ROXY）
- まなもも（林ももこ）Presents『クリスマスの贈り物』（2019年12月22日、銀座 Miiya Cafe）

- 林ももこ10th Anniversary企画『TIAT SKYHALLへの道。-Sky-』（1月11日、北参道 Grapes）
- 『上野まな Birthday Special Night 2020』（1月18日、下北沢 WORK SHOP LOUNGE SEED SHIP）
- 上野まな×小野亜里沙『Smile & Peace Forest』（2月9日、四谷天窓.comfort）
- 七海有希×marina presents『valentine night♡』（2月11日、SHOCK ON）
- KOMAE AM WEDNESDAY SPECIAL 配信ライブ『KOMAE AM WEDNESDAYでパーソナリティーとして活躍するHama( Psalm ),上野まな,三浦翔によるスペシャル配信ライブ!!』（4月5日、国分寺 GiveHearts）
- 『Soap opera classics応援リレーライブ〜大好きな場所〜』プレミア配信限定ライブ（7月4日、大阪・梅田 Soap opera classics・他）
- 『Peach Dream君をのせてbyももこフレンズ』（2020年8月16日、銀座 Miiya Cafe）
- moca×neon tetra『Borderless Music』（2020年9月19日、駒沢 Strawberry Fields）

- 『M & Y Flower Garden』 （7月9日、東京音実劇場）
- 『Song is My Life～ありがとうの想いをこめて～』（7月16日、銀座 Miiya Cafe）

Miiya Cafe 20th Anniversary LIVE
- 上野まな×林ももこ・ミーヤカフェ応援企画『虹色タイム』（8月4日、銀座 Miiya Cafe）
- 前田有加里presents『SHUFFLE MEET vol.6-鶴の恩返し-』（10月2日、Yokohama mint hall）
- 『年末スペシャルクリスマス LIVE 2DAYS』（12月25日、銀座 Miiya Cafe）

- 『☆新春スペシャル2023☆』（1月7日、銀座 Miiya Cafe）
- 上野まな winter concert『音とヒカリとキャンドルのゆらぎ』（2月19日、銀座 Miiya Cafe）
- ひいらぎ繭×上野まな『Spring is coming～三年の時を経て～』（3月5日、板橋ファイト!）
- 『ヒーリングメイトvol.16』（3月26日、SHOCK ON）
- 上野まなPresents『The Green〜Aroma × Songs〜』（4月30日、銀座 Miiya Cafe）
- 上野まなPresents『The Green〜Aroma × Songs〜Vol.2』（7月15日、銀座 Miiya Cafe）
- 林ももこ企画 『-Ready for Landing vol.1-』（8月5日、東京音実劇場）
- 『名古屋4man Live～take heart～』（10月7日、名古屋 Music Bar Perch）
- 小野亜里沙企画第18弾目☆『出逢えた奇跡にありがとう！』（10月13日、Yokohama mint hall）
- 上野まなPresents『The Green〜Aroma × Songs〜Vol.3』（10月22日、銀座 Miiya Cafe）
- 『今日も誰かの誕生日♪』（11月5日、東京音実劇場）
- 上野まな×Miiya Cafe『もうすぐサンタがやって来る☆2023』（12月10日、銀座 Miiya Cafe）
- 『アルケミストと上野まなコンサート』（12月23日、やまと郡山城ホール・レセプションホール）
- 『HACO-ACO christmas』（12月24日、名古屋・栄タイトロープ）

### 2024年
- Miiya Cafe 20周年 新春スペシャル2024『Happy New Year Song -真っ白な歌の華-』（1月7日、銀座 Miiya Cafe）
- 上野まなBirthdayワンマンライブ 2024『Garnet』（1月21日、中目黒・楽屋）

## バンド・ユニット ライブ(主要ライブ)
Candy Tree 名義
- 『キャンディーの実がなる木を見つけた』（2017年4月23日、北参道 Grapes）
  - Candy Tree デビューワンマンライブ
- 『Candy Tree×繭 Premium 2Man Live ～夢～』（2017年5月12日、music ber CODA 蒲田）
- THEGLEE企画『Singers フェス！in Acoustic』（2017年6月22日、THEGLEE）
- 『Candy Tree×潮崎ひろのPremium 2Man Live～ヒーリングメイト4～』[79]（2017年7月30日、music ber CODA 蒲田）
- Mana×Momo（林ももこ）×marinaプレゼンツ～My Favorite Songs vol.2☆映画の中から～（2017年8月31日、北参道 Grapes）
- Mana×Momo（林ももこ）プレゼンツ～ピアノとトリオ～ vol.1（2017年9月16日、北参道 Grapes）
- 『CandyTreeのチーズとチョコレートの夜』（2017年9月28日、Grapes 表参道）
- Mana（上野まな） Presents『美味しい楽しい素敵な夜を』（2017年10月20日、北参道 Grapes）
- GiveHearts×Mana（上野まな）企画『平和なとき音楽と共に』（2017年11月18日、国分寺 GiveHearts）
- Mana（上野まな） Presents『～ハッピークリスマス☆サンタに願いを届けよう～』[80]（2017年12月20日、北参道 Grapes）

- 『どんどんキャンディーが実ってきたよ』（2018年1月21日、THEGLEE）
  - Candy Tree 結成発表1周年記念ライブ
- 『ピアノとトリオ Vol.2～Happy Valentine's Day♡～』（2018年2月14日、四谷天窓.comfort）
- 『Mana（上野まな）×潮崎ひろのPremium 2Man Live～ヒーリングメイト5☆増刊号Party～』（2018年3月17日、北参道 Grapes）
- 上野まな×GRAPES KITASANDO『リベンジありがとうパーティー!!』（2018年4月7日、北参道 Grapes）
- 『ピースライブ Vol.20』（2018年4月21日、銀座 Miiya Cafe）
  - 新曲『ao-アオ-』発表
- 『Candy Treeの"JAZZの森へ行こう♡"』VOL.1 （2018年6月28日、北参道 Grapes）
- 『七夕歌姫物語  第一夜  ～天の川のほとりに咲いた 虹色の華～』（2017年7月6日、銀座 Miiya Cafe）
  - Miiya Cafe 16th Anniversary Event
- 『Candy Treeの"JAZZの森へ行こう♡"』VOL.2 （2018年7月14日、北参道 Grapes）
- 上野まな×まつもとななみ Presents『ただいま☆おかえり～変わっていくこと、変わらないこと』（2018年8月4日、銀座 Miiya Cafe）
- 『あの夏の日から届いた 絵はがきの詩』（2018年8月23日、銀座 Miiya Cafe）
- 『Candy Treeの"JAZZの森へ行こう♡"』VOL.3 （2018年9月22日、北参道 Grapes）
- 『ひめりんごの唄』（2018年10月11日、銀座 Miiya Cafe）
- 『Candy Tree ～The Night Show♪～』（2018年10月20日、六本木C★LAPS）
  - Candy Tree ワンマンライブ
- 『Petit Chalet』（2018年11月3日、SHOCK ON）
- 『大好きな洋服の思い出』（2018年11月29日、銀座 Miiya Cafe）
- 『Candy Treeの"JAZZの森へ行こう♡"』VOL.4 （2018年12月15日、北参道 Grapes）
- ☆ Miiya Cafe 年末スペシャル LIVE 2DAYS ☆『Song For You♪ Vol.6～希望の歌声をあなたへ～』（2018年12月27日、銀座 Miiya Cafe）

- 『Mana's Birthday Special Live 2019』（2019年1月20日、ZIMAGINE）
- 『Candy Treeの"JAZZの森へ行こう♡"』VOL.5 （2019年2月1日、国分寺 GiveHearts）
- 『Happiness Party 第2夜』[81]（2019年2月8日、銀座 Miiya Cafe）
- 『HAPPY valentine's songs』（2019年2月11日、SHOCK ON）
- 上野まな×高田由香Presents 3マンライブ『願いと夢と音楽と』[82]（2019年3月21日、銀座 Miiya Cafe）
- 『Petit Chalet Vol.2』（2019年3月30日、SHOCK ON）
- 『Candy Treeの"JAZZの森へ行こう♡"』VOL.6 （2019年4月11日、THEGLEE）
- 『brilliamt spring vol.4』（2019年4月21日、SHOCK ON）
- 『上野まな×潮崎ひろの ヒーリングメイト VOL.9』（2019年5月3日、中目黒・FJ's）
- 祝☆令和元年スタート記念♪『はじまりの唄は 君の歌 第二夜』（2019年5月9日、銀座 Miiya Cafe）
- 林ももこ presents『Green forest vol.1』（2019年6月8日、北参道 Grapes）
- 『Candy Treeの"JAZZの森へ行こう♡"』VOL.7 （2019年7月18日、THEGLEE）
- 上野まな×高田由香Presents 3マンライブ 『願いと夢と音楽と Vol.2』[54]（2019年7月28日、銀座 Miiya Cafe）
  - Miiya Cafe 17th Anniversary Event
- 『月灯り 歌灯り 第五夜』（2019年9月12日、銀座 Miiya Cafe）
- 『上野まな×潮崎ひろの ヒーリングメイト VOL.10』（2019年10月26日、国分寺 GiveHearts）
- まなもも(上野まな・林ももこ)Presents『行く秋の贈り物』（2019年11月2日、北参道 Grapes）
- 『Candy Treeの"JAZZの森へ行こう♡"』VOL.8 （2019年7月18日、THEGLEE）
- ☆ Miiya Cafe 年末スペシャル LIVE ☆『Song For You♪ Vol.7～虹色のメロディに乗せて～』（2019年12月27日、銀座 Miiya Cafe）

- 『月灯り 歌灯り 第七夜』（1月30日、銀座 Miiya Cafe）
- 『ひだまりライブvol.2〜冬に贈るハーモニー』（2月16日、銀座 Miiya Cafe）
- 上野まな(from Candy Tree)×繭 2マン企画『Birthday Live ありがとう〜君のカラーはパラダイス♡〜』（2月23日、祖師ヶ谷 大蔵カフェエクレルシ）
- 『DUOで贈るキャンディ試食会』プレミア配信限定ライブ（6月20日、銀座 Miiya Cafe）
  - Candy Tree 1stアルバム発売記念ライブ
- 『キャントゥリ Studio Live』Vol.1 プレミア配信限定ライブ（8月10日、スタジオ配信）
- 『キャントゥリ Studio Live』Vol.2 プレミア配信限定ライブ（9月12日、スタジオ配信）

- GiveHearts presents『Re:Start』（6月19日、国分寺 GiveHearts）
- 『スイートティータイム』（9月25日、自由が丘 hyphens）

- Miho Kunori Produce My Favorite UKulele Singers『太陽と月のウクレレvol.6』（1月29日、千葉・柏StudioWUU）
- Candy Tree 〜Midsummer LIVE〜（6月24日、狛江オルテンシア）

### 2024年
- 上野まなBirthdayワンマンライブ 2024『Garnet』（1月21日、中目黒・楽屋）

## 映画
- 天体小説『PLANETARIUM・桜井亜美監督』（2009年9月26日公開、東風）かおりん先生役+音楽担当楽曲提供
- 映画『恋愛漫画はややこしい～集まれ！恋する妄想族～』（2014年5月10日公開、Kingdom Entertainment）音楽担当楽曲提供

## 音楽PV
- アダチケンゴ『Still』（2018年2月3日公開、アダチケンゴ Official YouTube Channel配信）

## テレビ

### テレビ・ドラマ
- フェイクドキュメントドラマ プロデューサーＫ III[83]（2018年4月23日、共同テレビジョン、GYAO!）上野まな（本人）役

### テレビ・バラエティ
レギュラー出演
- アグレッシブですけど、何か?（2012年11月28日、2013年2月20日～2015年3月18日 準レギュラー出演、広島ホームテレビ）

ゲスト出演
- 森田一義アワー 笑っていいとも!（2012年1月20日、3月8日フジテレビ）
- カミスン! ComingSoon!!（2012年1月30日、TBS）
- 中居正広の怪しい噂の集まる図書館（2012年1月31日、テレビ朝日）
- ランチボックス（2012年2月13日、NHKワンセグ2）
- ロンドンハーツ（2012年2月14日、4月24日、8月28日、テレビ朝日）
- たべコレ 〜最後の晩餐レストラン〜（2012年2月19日、テレビ東京）
- 踊る!さんま御殿!! （2012年3月13日、6月12日[84]、日本テレビ）
- もってる!? モテるくん（2012年4月14日・21日、読売テレビ）
- シルシルミシルさんデー（2012年5月27日、テレビ朝日）
- ピラメキーノ（2012年6月27日、7月6日・9日、テレビ東京）
- お笑い芸人歌がうまい王座決定戦スペシャル（2012年8月14日、フジテレビ）
- ザキロバ!アシュラのススメ（2012年9月4日、メ〜テレ）
- 淳の乾杯してみたっ!（2012年9月8日、テレビ東京）
- お金がなくても幸せライフ がんばれプアーズ!（2012年10月19日、2013年1月11日・25日、テレビ東京）
- イカさま☆タコさま（2012年11月29日、TBS）
- ありがとッ!（2014年7月2日、テレビ神奈川）
- 南まりかのTOCHITAMA!（2014年7月19日・26日、とちぎテレビ）
- ほじポジたまご[85]（2014年10月31、京都放送）
- タカアンドトシの道路バラエティ!? バスドラ「超有名人の兄弟姉妹が集まるバス」[86]（2015年6月22日、テレビ朝日）
- アウト×デラックス[87]（2015年9月17日、フジテレビ）
- 情報ライブ ミヤネ屋 『上野まな・独占インタビュー』（2016年5月30日、読売テレビ、日本テレビ）
- ノンストップ!『上野まな インタビュー』（2016年5月31日、フジテレビ）
- ホンマでっか!?TV『明石家さんまが2017年買って良かった物大公開SP』[88]（2017年12月20日、フジテレビ）
- 7.2 新しい別の窓 稲垣吾郎×草彅剛×香取慎吾 （2022年10月2日、ABEMA）

### WEB番組
レギュラー出演
- 上野まなのカフェタイムちゃんねる （2013年、ustream・TwitCasting）
- 上野まなのるんるんTime （2016年、TwitCasting）
- 上野まな インスタライブ （2019年、Instagram）

ゲスト出演
- Small Radio （2010年2月～5月、ustream、Stickam JAPAN!）
- STOP AIDS〜Words of Love〜 （2011年9月26日、ustream）
- CBCラジオ×U-strip夜用スーパー『電磁マシマシ』 (2014年7月12日、ustream)
- 進め!あるある探検隊! レギュラーのお楽しみ会 （2014年7月15日、チャンネル北参道）
- クラブパルヘジアFRESH!!美元智衣「My Special Road」vol.10 （2017年9月19日、AmebaFRESH!）

## ラジオ
レギュラー出演
- 上野まな『愛せますRadio』 (2011年3月2日〜2012年9月26日、FM FUJI「SPACE TRIAL on FUJI 火曜日」)
- 『KOMAE AM』 (2019年11月13日〜2021年9月27日、狛江ラジオ放送、水曜パーソナリティ[89])
- 上野まな『ゆるやかまなライフ』 (2020年9月7日〜、stand.fm、毎週月曜～金曜日)
- 『Sweet Time Paradise 水曜 まなハマのこちらはいかが？』 (2021年11月3日〜2023年3月29日、狛江ラジオ放送、水曜パーソナリティ

単発冠番組
- 上野まなのラジオ東京音実劇場 (2015年10月21日、22日、エフエム世田谷[90])

ゲスト出演
- peacefuI WORLD　(2008年3月9日、レディオ湘南)
- 増田みのりのサタデーソングコレクション　(2008年11月1日、ニッポン放送制作、AM8局ネット)
- マイネマイヌク ムーンボウカフェ　(2008年11月16日、コミュニティFM)
- KATSUMI・ユメルのJump to the 90's　(2008年12月7日、MUSIC BIRD)
- 高野雲の快楽JAZZ通信「ボサノヴァ女性ヴォーカル特集」　(2009年7月11日、コミュニティFM)
- 高野雲の快楽JAZZ通信「ノラ・ジョーンズ特集」　(2010年1月2日、コミュニティFM)
- happianist 野口茜 Make A Wish!　(2010年1月26日、2009年8月25日、エフエム戸塚)
- aki「うらがお」　(2010年10月21、22日、FM FUJI)
- つちやRYU'S BAR　(2011年7月23日、FMやまと)
- じもラジオ　(2011年8月17日、加古川BAN-BANラジオ)
- 花*花Style　(2011年9月12日、加古川BAN-BANラジオ)
- みなと伸一のごじゃ箱風船　(2011年10月8日、いちはらFM)
- 菊正宗 ほろよいイブニングトーク　(2012年10月8日〜11日、ニッポン放送、ABCラジオ、CBCラジオ)
- 後藤麻衣の心配ないさぁ〜!!　(2013年1月4日、ラジオ日本)
- SKY　MUSIC　RADIO　(2013年7月6日、WALLOP放送局)
- 電磁マシマシ (2014年7月12日、CBCラジオ)
- 島田秀平の開運ラジオ (2014年8月、AM全国12局ネット)
- ひるラジ!784[91] (2014年11月3日、2015年8月21日、奈良シティエフエムコミュニケーションズ)
- カフェ・デジュネ[92] (2014年11月28日、ニッポン放送Suono Dolce)
- 大森真理子と松岡里果の『天真らん×2♪Monday II』(2015年3月16日、ぷちFM897すみだリヴァー)
- 銀座街からつながる空君に届け! (2015年5月21日、かわさきFM79.1MHz)
- DJ NOBBY'S TOKYO LIVE!! (2015年6月15日、国内外53局ネット[93])
- gra-DOLLの金曜だけじゃものたりない！[94] (2017年7月28日、渋谷クロスFM)
- サウンドカフェ (2018年6月12日、FM 川口)
- 高田由香のCLAP RADIO (2018年11月10日、秋田放送)
- SALUS all in one[95] (2018年12月27日、FMサルース)
- 林ももこと割田康彦のミュージックテラス (2019年1月19日、レインボータウンエフエム放送)
- 第34回 SOARS MUSIC RADIO [96](2019年8月16日、FMソラトニワ)
- Vivace TENJIN (2019年9月13日、福岡・天神FM)
- SALUS all in one[97] (2019年9月24日、FMサルース)
- 森下玲可『Reika's room〜ディナーの後で〜』 (2020年7月4日、11日狛江ラジオ放送)
- 『SWEET TIME PARADISE』 (2020年8月26日狛江ラジオ放送)
- SWEET TIME PARADISE HONEY BERRY『Ukulele Doki』 (2023年5月26日、狛江ラジオ放送)
- Sweet Time Paradise『青い鳥を探して』 (2023年7月19日、狛江ラジオ放送)
- 『KOMAE GO! GO!』 (2023年7月23日、狛江ラジオ放送)